# Theridion intritum
Theridion intritum là một loài nhện trong họ Theridiidae.
Loài này thuộc chi Theridion. Theridion intritum được miêu tả năm 1926 bởi Bishop & Crosby.